# 一個人的奧林匹克
一個人的奧林匹克（The One Man Olympics；製作暫名：Our Olympic Hero）是2008年的中國電影，改編自首位參加奧林匹克運動會中國運動員劉長春的真人真事，由侯詠執演，李兆林、赵琳、郭家铭、胡軍與石凉等主演。本片的英文片名由时任国际奥委会主席雅克·罗格题写。

## 劇情
“那是在解放以前，我们只有一个运动员能够参加奥运会，他是个短跑运动员，叫刘长春，他是坐船到美国的，他的身体已经很疲劳了，他代表中国虽然没有取得优异的成绩，但是就是这一个人参加奥运会都牵动着全国人民的心”。以上是温家宝总理在哈佛大学讲演《把目光投向中国》说起这个的故事。电影以惊险样式再现了1932年刘长春参加洛杉矶奥运会的故事。东北短跑名将刘长春拒绝代表占领东北的日本傀儡政权满洲国参加奥运会。他含泪告别妻儿，逃出日寇占领的大连，躲避关东军的一路追杀，逃到北京。他找到东北大学校长张学良，决意代表中国参加奥运会。张学良资助他8000大洋购买船票。经过海上漂泊23天，克服层层险阻，他单刀赴会，代表四亿中国人站在奥运跑道上。“中国人来了！”他为中国人敲开了奥运大门，向世人表达了一个民族不甘落后不甘屈辱追赶世界的意志。他的行为感动了奥运志愿者美国姑娘索菲，他们相互约定待中国举办奥运会，索菲来中国志愿服务。69年的等待，中国人终于赢得奥运会举办权。索菲不顾年事已高，沿着刘长春当年单刀赴会的路线，来中国赴约。遗憾的是没能见到刘长春，她却看到了繁荣昌盛的中国。

## 演员表
| 演员                       | 角色       | 简介                                                 |
| -------------------------- | ---------- | ---------------------------------------------------- |
| 李兆林                     | 刘长春     | 中国短跑运动员，代表中国参加1932年夏季奥林匹克运动会 |
| 石凉                       | 宋君复     | 刘长春的教练                                         |
| 孙海英                     | 刘父       |                                                      |
| 郭家铭                     | 关戎波     |                                                      |
| 马境                       | 姜秀珍     | 刘长春之妻                                           |
| 赵琳                       | 姚可秀     |                                                      |
| 胡軍                       | 张学良     | 中华民国陆海空军副司令、东北大学校长                 |
| 吴大维                     | 沈嗣良     |                                                      |
| Volker Helfrich（德国）    | 布齐       | 东北大学教授                                         |
| 须藤雅宏（日本）           | 宫本一雄   |                                                      |
| Amanda Weiss（美国）       | 索菲·沃伦  | 在中国长大的美国人，与刘长春一行人同船               |
| Gary Michael（美国）       | 查理       |                                                      |
| Joseph Bosco（英国）       | 埃克利船长 | 威尔逊总统号船长                                     |
| 大冢匡将（日本）           | 日本翻译   |                                                      |
| 盖克                       | 刘母       |                                                      |
| 李扬                       | 郝教授     | 东北大学教授                                         |
| 丁勇岱                     | 李老师     |                                                      |
| 孙斌                       | 宋文明     |                                                      |
| 谢刚                       | 宁恩承     |                                                      |
| 赵子惠                     | 于凤至     | 张学良的元配妻子                                     |
| 藤生祥                     | 当铺老板   |                                                      |
| 张延和                     | 列车长     |                                                      |
| Leslie H. Collings（美国） | 老绅士     |                                                      |
| Karl Smith（美国）         | 奥运会官员 |                                                      |
| 刘鹏                       | 吉岡隆德   | 日本短跑运动员，绰号“拂晓的超特急”                   |

## 外部連結
- 官方網站
- Sina官方網站 （页面存档备份，存于）